# Aleksander Tammert (ur. 1973)
Aleksander Tammert (ur. 2 lutego 1973 w Tartu) – estoński lekkoatleta, dyskobol.
Jego ojciec, także Aleksander, również uprawiał lekkoatletykę – był mistrzem Europy Juniorów w pchnięciu kulą w 1966.

## Kariera
Na międzynarodowych imprezach zaczął regularnie startować w 1995 roku, notując wiele wartościowych wyników:
- złoty medal Uniwersjady (Pekin 2001)
- brąz Igrzysk Olimpijskich (Ateny 2004)
- 3. miejsce w Światowym Finale IAAF (Monako 2004)
- 4. miejsce podczas Mistrzostw Świata w Lekkoatletyce (Helsinki 2005)
- brązowy medal na Mistrzostwach Europy w Lekkoatletyce (Göteborg 2006)
- 3. miejsce w Światowym Finale IAAF (Stuttgart 2006)
- Tammert 9-krotnie bił rekord Estonii w rzucie dyskiem, jednak obecnie rekordzistą jest Gerd Kanter.
- liczne tytuły mistrza Estonii, także w pchnięciu kulą

Tammert pięciokrotnie brał udział w Igrzyskach Olimpijskich (1996-2012), jednak poza brązem w Atenach nigdy nie wszedł do ścisłego finału.

## Rekordy życiowe
- rzut dyskiem – 70,82 (2006)

## Odznaczenia
- Order Estońskiego Czerwonego Krzyża III Klasy – 2005[1]